# Jonathan Milan
Jonathan Milan (n. 1 octombrie 2000, Tolmezzo, Friuli-Veneția Giulia, Italia) este un ciclist profesionist italian, care concurează în prezent pentru Lidl–Trek, echipă licențiată UCI WorldTeam.

## Rezultate în Marile Tururi

### Turul Italiei
2 participări
- 2023: locul 103, câștigător al etapei a 2-a
- 2024: câștigător al etapelor a 4-a, a 11-a și a 13-a